# Голодные игры: И вспыхнет пламя
«Голо́дные и́гры: И вспы́хнет пла́мя» (англ. The Hunger Games: Catching Fire) — американский боевик-антиутопия 2013 года режиссёра Фрэнсиса Лоуренса по сценарию Саймона Бофоя и Майкла Арндта, основанный на романе Сьюзен Коллинз «И вспыхнет пламя». Это продолжение фильма «Голодные игры» и второй фильм в серии фильмов «Голодные игры». В фильме снялись Дженнифер Лоуренс, Джош Хатчерсон, Лиам Хемсворт, Вуди Харрельсон, Элизабет Бэнкс, Ленни Кравиц, Филип Сеймур Хоффман, Джеффри Райт, Стэнли Туччи и Дональд Сазерленд. По сюжету, Китнисс Эвердин (Лоуренс) и Пита Мелларк (Хатчерсон) становятся мишенями Капитолия после того, как их победа в Играх вдохновила восстания в Панеме.
Lionsgate анонсировала продолжение, основанное на втором романе Коллинз «Голодные игры» в 2012 году, при этом Гэри Росс первоначально должен был вернуться в качестве режиссёра; он был заменён Лоуренсом в мае, в то время как Арндт завершил несколько перезаписей сценария Бофа. Основной актёрский состав был подтвержден к сентябрю 2012 года, съёмки начались позже в том же месяце и продолжались до марта 2013 года. Местами съёмок были Джорджия, Гавайи и Нью-Джерси.
Премьера фильма состоялась 11 ноября 2013 года на Одесской площади Лестер в Лондоне, 21 ноября в России и 22 ноября в США Lionsgate. Фильм получил положительные отзывы от критиков, с похвалой за выступление Лоуренс, его темы, экшн-сцены, музыку, сценарий, визуальные эффекты и эмоциональную глубину; он считается лучшим фильмом в серии. Он заработал 865 миллионов долларов, установив тогдашние рекорды за самые большие ноябрьские выходные выхода и самые большие кассовые сборы за период Дня благодарения; это самый кассовый фильм Lionsgate и в серии «Голодные игры», пятый кассовый фильм 2013 года и самый кассовый фильм, где главная героиня — женщина со времён фильма «Изгоняющий дьявола».
Среди его наград фильм был номинирован на премию «Выбор критиков» за лучший экшн-фильм и премию «Сатурн» за лучший научно-фантастический фильм. За свою роль Лоуренс была номинирована на премию «Империя», премию «Выбор критиков» и премию «Сатурн» за лучшую женскую роль. Ведущий сингл саундтрека, «Atlas» от Coldplay, был номинирован на премию «Грэмми» за лучшую песню, написанную для визуальных медиа, и на премию «Золотой глобус» за лучшую песню.
Продолжение «Голодные игры: Сойка-пересмешница. Часть 1» вышло в 2014 году.

## Сюжет
Сумев выжить на безжалостных Голодных играх, Китнисс Эвердин и Пит Мелларк тщетно пытаются забыть о том, что произошло с ними в Капитолии, и о смертях, которые они видели. Но президент Сноу, диктатор государства Панем, крайне обеспокоен положением в стране. Он угрожает Китнисс расправой над близкими, если та не сумеет убедить жителей, что её выходка с попыткой самоубийства — не акт открытого неповиновения Капитолию, а лишь необдуманное желание спасти жизнь своему любимому, Питу. В случае, если она поддержит разгорающееся восстание, он угрожает превратить 12-й дистрикт в радиоактивную пустыню, что было сделано во время революции с дистриктом 13. Тур победителей, во время которого кортеж чемпионов должен посетить все дистрикты и Капитолий с триумфальными шествиями, должен снизить волнения в округах. Однако, вопреки желаниям Китнисс, это лишь подливает масла в огонь, и бунтовщиков бьют и казнят прямо во время тура у неё на глазах.
В поезде Китнисс предлагает Питу объявить о помолвке (фиктивной), чтобы их свадьба стала обсуждаемым событием. Новый распорядитель игр Плутарх Хевенсби во время вечеринки в Капитолии приглашает Китнисс на танец и говорит ей, что вызвался на эту должность добровольцем, а прежний распорядитель «не захотел больше дышать» из-за того, что не убил Китнисс и Пита на месте, когда они затеяли провокацию с ягодами. Во время выступления с речью вино президента Сноу окрашивается в красный цвет из-за потёкшей крови изо рта, что наблюдает Китнисс, и тот взглядом даёт ей понять, что она не справилась и не убедила его, что она влюблена в Питу.
Во время ужина президент с новым распорядителем игр видят беспорядки в дистриктах в прямом эфире, и последний предлагает ввести больше порок, больше казней, а также показывать это в прямом эфире.
Вернувшаяся после тура победителей Китнисс встречается с Гейлом и предлагает ему бежать вместе в леса, но Гейл отказывается, спокойно воспринимая новость о том, что в дистриктах начали происходить волнения, перерастающие в бунты. В это время в дистрикт 12 приезжают военные во главе с командиром Ромулусом Тредом. Во время избиения одного из жителей Гейл набрасывается на нового главного миротворца, чтобы спасти жителя. Разъярённый Тред приказывает отвести Хоторна к позорному столбу и начинает избивать плетью. Китнисс пытается его остановить, и Тред угрожает ей смертью, но вмешиваются Хеймитч с Питом. Хеймитч убеждает командира не убивать их, поскольку Капитолию не нужны три мёртвых победителя Голодных Игр, и Тред отпускает их, разрешая забрать Гейла. Гейла относят домой к Китнисс в деревне победителей, где ему залечивают раны. В Капитолии запись с камеры смотрит Плутарх Хевенсби и показывает её Президенту Сноу. Президент говорит, что если Китнисс Эвердин невозможно контролировать, то придётся истребить всё племя Китнисс, а именно выживших участников игр.
Наступает время юбилейных 75-х Голодных игр, а именно — Квартальной бойни, проводимой каждые двадцать пять лет, дабы освежить память о людях, погибших во время восстания. Все Квартальные игры отличались особыми условиями: в двадцатипятилетнюю годовщину трибутов выбирал не жребий, а сами жители дистрикта (как «напоминание» о том, что мятежники «сами выбрали» путь насилия), а в пятидесятилетний юбилей число трибутов от каждого дистрикта было увеличено вдвое (напоминание о том, что за каждого убитого капитолийца было убито двое мятежников). На этот раз, чтобы уничтожить надежду и Китнисс как символ возможной революции, Жатва должна будет проводиться только среди выживших участников игр от каждого дистрикта, то есть среди победителей, а добровольцами могли выступать также только выжившие участники игр прошлых лет. В одной из версий фильма  показано как Плутарх Хевенсби меняет конверт с настоящими правилами третьей Квартальной бойни. Всего победителей 75; в живых на тот момент — 59. Китнисс приходит к Хеймитчу выпить, и последний обещает, что если выберут Пита, он сможет вызваться добровольцем вместо него. Поскольку Китнисс — единственная девушка из 12-го дистрикта, победившая в играх, то она безоговорочно попадает на игры, из двух победителей-мужчин 12-го дистрикта жребий падает на Хеймитча, но Пит вызывается добровольцем и едет на игры вместо Хеймитча.
Большинство победителей практически открыто выражают протест против подлости правительства, отправляющего их на бойню, поэтому Китнисс удаётся собрать большую команду единомышленников, чтобы противостоять профессионалам-убийцам из 1 и 2 дистриктов. Цинна по настоянию президента шьёт Китнисс свадебный наряд, однако по собственной воле делает так, что свадебное платье превращается в костюм сойки-пересмешницы в прямом эфире. Пит лжёт, что они тайно женаты и Китнисс ждёт ребенка. Жители Капитолия в гневе требуют отменить игры, однако этого не происходит. За 10 секунд до выхода на арену Цинну без объяснения жестоко избивают военные на глазах у Китнисс и куда-то уносят.
Хеймич собирает для Китнисс небольшую команду единомышленников, в которую, помимо Пита, входят Финник Одэйр и немая старушка Мэгз из четвёртого дистрикта. Китнисс об этом узнает уже на арене по опознавательным знакам (золотым украшениям), хотя сама Китнисс хотела себе других сообщников. Ночью из-за ядовитого тумана погибает Мэгз, спасая Питу жизнь. Остальные трибуты «исцеляются» при помощи воды. Затем на них нападают бабуины, и погибает трибут из шестого дистрикта. Уже утром к команде Китнисс присоединяются Джоанна Мейсон из седьмого дистрикта и трибуты третьего, изобретатели Бити и Вайресс.
Несмотря на это, девушка всё время подозревает, что кто-нибудь из них (а именно Джоанна или Финник) захочет её убить. На этих играх большинство трибутов гибнут не от рук друг от друга, а от сюрпризов Арены (ядовитый туман, большая волна и т. д.). Вайресс находится в шоковом состоянии, она постоянно произносит: «Тик-так», благодаря чему Китнисс разгадывает загадку Арены — это большой циферблат, каждый час в одном из секторов активируется какая-нибудь ловушка. На команду Китнисс нападают профи (трибуты 1-2 дистриктов), в результате чего погибает Вайресс, а Китнисс и Джоанна убивают трибутов из первого дистрикта. Распорядители прокручивают «циферблат», чтобы не дать команде определить время. Бити придумывает план: убить током, который бьёт в дерево в 12 часов, всех профи, когда они подойдут к воде и мокрому песку, соответственно. Китнисс предлагает Питу уйти, чтобы самому не стать жертвой бывших союзников, но всё же соглашается участвовать в реализации затеи, однако в последний момент, после фразы Финника «Помни, кто твой настоящий враг», замыкает напряжение не на воду, а на купол над ареной игр, в результате чего отключается всё электричество, а купол начинает разрушаться.
Полумёртвую Китнисс забирает планолёт. Очнувшись, она обнаруживает на борту Бити, находящегося в бессознательном состоянии, Финника Одэйра, Хеймитча и Плутарха Хевенсби. Последний ей говорит, что половина трибутов была в сговоре, так как это революция, а Китнисс — ее символ, Сойка-пересмешница. Хеймитч говорит Китнисс, что Пит и Джоанна в плену у Капитолия, так как у них остались неизвлечённые датчики слежения, и из-за этого их не успели спасти. В ярости она набрасывается на Хеймитча из-за того, что он поклялся спасти Пита любым способом, после чего Плутарх вкалывает ей успокоительное. Она просыпается на кровати в незнакомом помещении, рядом с ней сидит Гейл, который говорит, что 12-й дистрикт разрушен, но он успел вовремя вывести её родных. Крупным планом показывают лицо Китнисс, превращающееся из нерешительно-скорбящего в мстительно-пугающее.

## В ролях
| Роль                                 | Актёр / Актриса      |               |
| Главные герои                        | Главные герои        | Главные герои |
| ------------------------------------ | -------------------- | ------------- |
| Китнисс Эвердин, Трибут, Дистрикт 12 | Дженнифер Лоуренс    |               |
| Пит Мелларк, Трибут, Дистрикт 12     | Джош Хатчерсон       |               |
| Гейл Хоторн                          | Лиам Хемсворт        |               |
| Хеймитч Эбернети                     | Вуди Харрельсон      |               |
| Примроуз Эвердин                     | Уиллоу Шилдс         |               |
| Миссис Эвердин                       | Пола Малкомсон       |               |
| Капитолийцы                          |                      |               |
| Плутарх Хевенсби                     | Филип Сеймур Хоффман |               |
| Эффи Бряк                            | Элизабет Бэнкс       |               |
| президент Кориолан Сноу              | Дональд Сазерленд    |               |
| Ромул Трэд                           | Патрик Ст. Эсприт    |               |
| Цезарь Фликерман                     | Стэнли Туччи         |               |
| Цинна                                | Ленни Кравиц         |               |
| Клавдий Темплсмит                    | Тоби Джонс           |               |
| Трибуты                              |                      |               |
| Блеск, Дистрикт 1                    | Алан Ритчсон         |               |
| Кашмира, Дистрикт 1                  | Стефани Ли Шлунд     |               |
| Брут, Дистрикт 2                     | Бруно Ганн           |               |
| Энобария, Дистрикт 2                 | Мета Голдинг         |               |
| Бити, Дистрикт 3                     | Джеффри Райт         |               |
| Вайресс, Дистрикт 3                  | Аманда Пламмер       |               |
| Финник Одэйр, Дистрикт 4             | Сэм Клафлин          |               |
| Мэгз, Дистрикт 4                     | Линн Коэн            |               |
| Дистрикт 5                           | Джеймс Логан         |               |
| Дистрикт 5                           | Иветт Ли-Санчес      |               |
| Морфлингист, Дистрикт 6              | Джастин Хикс         |               |
| Морфлингист, Дистрикт 6              | Меган Хэйес          |               |
| Чума, Дистрикт 7                     | Бобби Джордан        |               |
| Джоанна Мейсон, Дистрикт 7           | Джена Мэлоун         |               |
| Лай, Дистрикт 8                      | Джон Касино          |               |
| Цецелия, Дистрикт 8                  | Елена Санчес         |               |
| Дистрикт 9                           | Дэниэл Бернхард      |               |
| Дистрикт 9                           | Мэриэн Грин          |               |
| Дистрикт 10                          | Джексон Спиделл      |               |
| Дистрикт 10                          | Тиффани Вакслер      |               |
| Рубака, Дистрикт 11                  | Э. Роджер Митчел     |               |
| Сидер, Дистрикт 11                   | Мария Хауэлл         |               |

## Создание
8 августа 2011 Lionsgate объявила, что премьера экранизации романа «И вспыхнет пламя» состоится 22 ноября 2013 года, а основные съёмки начнутся в сентябре 2012. Для того, чтобы Дженнифер Лоуренс смогла в январе 2013 приступить к съёмкам сиквела фильма «Люди Икс: Первый Класс» — «Люди Икс: Дни минувшего будущего», Lionsgate и 20th Century Fox согласовали сроки съёмок фильмов.
В ноябре 2011 Lionsgate начала переговоры со сценаристом Саймоном Бофоем с целью, чтобы он адаптировал роман. 10 апреля 2012 было объявлено, что режиссёр «Голодных игр» Гэри Росс не будет снимать сиквел в связи с жёстким и твёрдо установленным графиком. В интервью журналу Variety Росс так объясняет свой отказ:

Я сценарист и режиссёр, и у меня просто нет такого количества времени, а оно может понадобиться для подготовки к фильму, который я хочу снять. У «Голодных игр» слишком плотный график производства.
19 апреля 2012 было объявлено, что Френсису Лоуренсу предложена должность режиссёра фильма. Согласно источнику, съёмки экранизации закончатся в декабре 2012. 3 мая 2012 Lionsgate объявила Френсиса Лоуренса режиссёром фильма «И вспыхнет пламя». Спустя два дня стало известно, что Майкл Арндт ведёт переговоры, чтобы переписать сценарий фильма. 24 мая 2012 фильм был переименован в «Голодные игры: И вспыхнет пламя». Фильм будет включать эпизод, снятый в формате IMAX. В интервью каналу MTV Джош Хатчерсон рассказал о том, какие сцены будут сняты на IMAX-камеры:

Думаю, все события на арене продемонстрируют в IMAX. Поэтому, когда вы окажетесь в кинозале IMAX, сцены в Дистриктах и Капитолии вы будете смотреть, как обыкновенный фильм, но как только мы вступим в игру, изображение увеличится до размеров IMAX. Вас ждет потрясающее зрелище! Очень крутое.
В июле 2012 было объявлено, что Джена Мэлоун сыграет Джоанну Мейсон:

«Я безумно взволнована! Это будет просто потрясающе! — сказала Джена, получив роль. — Я прочитала всю серию этих книг, когда у меня резался зуб мудрости. Я валялась в кровати и думала, что бы мне почитать. Младшая сестра советовала мне „Голодные игры“ где-то за полтора года до этого. „Ты просто обязана прочитать это! Ты должна прочитать эти книги!“ — повторяла она. И я так рада, что последовала её совету и полюбила эти книги!»— Джена Мэлоун о роли Джоанны Мейсон
Филип Сеймур Хоффман был утверждён на роль Плутарха Хевенсби, а Аманда Пламмер — на роль Вайресс. В августе 2012 к актёрскому составу присоединились Линн Коэн, Алан Ритчсон, Стефани Ли Шлунд, Бруно Ганн, Мета Голдинг, Э. Роджер Митчел и Мария Хауэлл в роли Мэгз, Блеска, Кашмиры, Брута, Энобарии, Рубаки и Сидер соответственно. Также в августе было официально объявлено, что Финника Одэйра сыграет Сэм Клафлин. 7 сентября Lionsgate сообщила, что Джеффри Райт сыграет Бити.
За фильм Дженнифер Лоуренс получила гонорар в размере 10 000 000 $.

## Съёмки
Съёмки фильма начались 10 сентября 2012 в Атланте. После Атланты съёмки переместились на Гавайи, и закончились они в декабре 2012.
На место режиссёра рассматривались Дэвид Кроненберг, Альфонсо Куарон, Алехандро Гонсалес Иньярриту и Беннетт Миллер.
Некоторые сцены Капитолия были сняты в отеле Atlanta Marriott Marquis, это один из отелей, где проходит ежегодный съезд Dragon Con.
Тейлор Китч, Арми Хаммер, Хантер Пэрриш, Грант Гастин, Джои Грэйсфа, Люк Митчелл и Гаррет Хедлунд рассматривались на роль Финника Одэйра; в итоге роль досталась Сэму Клафлину.
Во время съёмок на арене Дженнифер Лоуренс ударила себя луком на бегу и нырнула в бассейн, из-за чего она частично оглохла на 6 дней.

## Рекламная кампания
11 октября 2012 года был выпущен первый тизер фильма и презентованы официальный логотип и слоган к фильму. 18 января 2013 года американский еженедельник Entertainment Weekly разместил на своей обложке двух героев предстоящего фильма «Голодные игры: И вспыхнет пламя» — Китнисс и Финника, а также несколько кадров демонстрации сцен из фильма. 22 февраля на сайте Hitfix и на официальной странице Facebook представлен постер Тура Победителей, на котором изображены Дженнифер Лоуренс (Китнисс) и Джош Хатчерсон (Пит). Lionsgate выпустил серию характер-постеров «Портреты Капитолия». 28 февраля в сети (промосайт CapitolCouture.PN Архивная копия от 29 ноября 2019 на Wayback Machine) появились первые постеры картины — причем создатели томили публику, выложив сначала просто кадр с креслом и предлагая угадать, кто из персонажей присядет на него. В итоге соседями кресла стали Дженнифер Лоуренс в образе Китнисс Эвердин, Элизабет Бэнкс в роли Эффи, Стэнли Туччи изображает Цезаря Фликермана, Ленни Кравиц перевоплотится в Цинну, Вуди Харрельсон — в Хеймитча Эбернети, Джош Хатчерсон в Пита, Джена Мэлоун в Джоанну, Сэм Клафлин в Финника, Джеффри Райт в Бити, а Лиам Хемсворт в Гейла. На последнем постере изображён Дональд Сазерленд в роли президента Кориолана Сноу.
14 апреля 2013 года на телевизионном шоу MTV Movie Awards Лиам Хемсворт презентовал трейлер фильма. Премьера дублированного трейлера произошла на сайте КиноПоиск 15 апреля 2013 года.
20 июля 2013 года на конвенте Comic-Con в Сан-Диего состоялась премьера международного трейлера фильма. Сразу же после премьеры на сайте Yahoo! Movies состоялась премьера трейлера в сети. В Сан-Диего трейлер представляли Дженнифер Лоуренс, Джош Хатчерсон, Лиам Хемсворт, Ленни Кравиц, Джена Мэлоун, Джеффри Райт, Уиллоу Шилдс и режиссёр фильма Френсис Лоуренс. Премьера дублированного трейлера произошла на сайте КиноПоиск 22 июля 2013 года.

## Саундтрек
Композитором фильма стал Джеймс Ньютон Ховард.
6 сентября стало известно, что песня «Atlas» группы Coldplay станет первым официальным саундтреком к фильму. 7 сентября официально вместе с Lyric Video песня стала доступна для скачивания на iTunes.
Также песня инди-рок-группы Imagine Dragons «Who We Are» стала официальным саундтреком к фильму.
Саундтрек состоит из 15 композиций, большинство из которых написано специально для фильма. Один из них — это композиция «Elastic heart» в исполнении австралийской певицы Sia и канадского исполнителя The Weeknd в сотрудничестве с DJ Diplo. Также Кристина Агилера записала для фильма композицию «We Remain».

## Сборы
Фильм впервые был выпущен в Бразилии 15 ноября 2013 года и собрал $2,4 млн, что в три раза больше сборов первой части на той же территории. В США фильм стартовал в 4163 кинотеатрах с рекордным для ноября результатом $ 158,1 млн.
В российском прокате фильм собирал около 70 миллионов рублей в стартовый четверг ($2,14 млн).

## Награды и номинации
- 2013 — приз Голливудского кинофестиваля за лучшую песню года (Крис Мартин, Гай Берриман, Джонни Бакленд, Уилл Чемпион за песню «Atlas»).
- 2014 — номинация на премию «Золотой глобус» за лучшую оригинальную песню (Крис Мартин, Гай Берриман, Джонни Бакленд, Уилл Чемпион за песню «Atlas»).
- 2014 — 7 номинаций на премию «Сатурн»: лучший научно-фантастический фильм, режиссёр (Фрэнсис Лоуренс), актриса (Дженнифер Лоуренс), актриса второго плана (Джена Мэлоун), художник (Филип Мессина), монтаж (Алан Эдвард Белл), костюмы (Триш Саммервилл).
- 2014 — номинация на премию «Грэмми» за лучшую песню для кино или телевидения (Крис Мартин, Гай Берриман, Джонни Бакленд, Уилл Чемпион за песню «Atlas»).
- 2014 — номинация на премию Хьюго за лучшее драматическое представление — длинная форма (Фрэнсис Лоуренс, Саймон Бофой, Майкл Арндт).
- 2014 — три премии MTV Movie Awards: фильм года, лучшая женская роль (Дженнифер Лоуренс), лучшая мужская роль (Джош Хатчерсон).